# Mariloup Wolfe
Pour les articles homonymes, voir Wolfe.
Mariloup Wolfe, née le 3 janvier 1978 à Montréal, est une actrice et réalisatrice québécoise (Canada). Elle s'est fait connaître principalement par son rôle de Marianne dans la série jeunesse télévisée Ramdam diffusée de 2001 à 2008 à Télé-Québec, et elle était la narratrice de la chaîne Yoopa.

## Biographie

### Jeunesse et formation
Elle est la fille de Marcel Wolfe (psychiatre) et de Denise Bouchard (infirmière et artiste-peintre). Sa mère est décédée en 2001 d'un cancer, Mariloup avait alors 22 ans. Elle a un frère Sébastien Wolfe, né en avril 1972. 
Mariloup Wolfe est diplômée de l'école secondaire Formation artistique au cœur de l'éducation en 1995, puis entreprend ses études collégiales en arts et communications au Collège André-Grasset et obtient son diplôme en 1998.
Elle est titulaire d'une majeure en Production Cinématographique de l'Université Concordia (2001) et d'une mineure en Études culturelles de l'Université McGill (1999).

### Carrière professionnelle
Elle a joué durant huit saisons le rôle de Marianne dans l'émission populaire jeunesse Ramdam sur les ondes de Télé-Québec. De plus, de 2012 à 2015, elle a joué dans la populaire série Unité 9 sur ICI Radio-Canada Télé dans le rôle d'Agathe, une IPL (intervenante de première ligne). À l'automne 2013, elle a incarné la nouvelle enseignante en arts plastiques Élisabeth Bergeron dans la série quotidienne 30 vies, également diffusée à Radio-Canada. Elle a co-animé KARV, l'anti.gala avec Guillaume Lemay-Thivierge à Vrak.

## Vie privée
Elle s'est mariée à l'acteur québécois Guillaume Lemay-Thivierge. Ils ont eu deux enfants, des garçons, nés en mai 2010 et décembre 2011 prénommés Manoé et Miro. Ils annoncent leur séparation le 13 novembre 2015, après 9 ans de mariage.
Tel que mentionné lors de son passage à l'émission Qui êtes-vous ? en 2014, ses origines sont en parties allemandes, par son ancêtre Michel Wolfe. Ce dernier, né vers 1747 et décédé le 1er juin 1812, était originaire de l'ortsteil de Binsbach, situé dans la ville d'Arnstein en Bavière.

## Filmographie

### Actrice

#### Cinéma
- 2001 : The Favorite Game : Shell look-alike
- 2002 : Cul-de-sac : Victoire
- 2005 : C.R.A.Z.Y. : Brigitte
- 2004 : À part des autres : Nellie
- 2005 : De ma fenêtre, sans maison : Sylvie
- 2006 : À vos marques... party! : Sandrine Meilleur
- 2007 : Les Rois du surf (film d'animation) : Lani Aliikai (Doublage)
- 2009 : À vos marques... party! 2 : Sandrine Meilleur
- 2010 : Histoire de jouets 3 (film d'animation) : Barbie (Doublage)
- 2013 : La Légende de Sarila (film d'animation) : Apik (Doublage)
- 2015 : La Guerre des tuques 3D (film d'animation) : Sophie (Doublage)

#### Séries télévisées
- 1999 : Tag : Camilla
- 1999 - 2000 : Deux frères : Ariane Aubry
- 2000 : La Vie, la vie : Ex-blonde (16 ans) de Vincent
- 2000 : Caserne 24 : Marie-Ève
- 2000 : KM/H : Julie
- 2001 - 2008 : Ramdam : Mariane L'Espérance
- 2002 : Fred-dy : Élise Désy
- 2002 : Le Plateau : patineuse artistique
- 2002 : Jean Duceppe : Denise Pelletier
- 2003 : 3X Rien : Sonia
- 2006 : Il était une fois dans le trouble : Sabrina
- 2007 : C.A. : Marie-Pierre
- 2007 - 2008 : Fais ça court! : animatrice
- 2010 : Musée Éden : Camille Courval
- 2010 : VRAK la vie : elle-même
- 2011 : KARV, l'anti.gala 2011 : animatrice
- 2012 - 2015 : Unité 9 : Agathe Boisbriand
- 2013 : 30 Vies : Élisabeth Bergeron
- 2017: Sur-vie : Frédérique Boileau

### Réalisatrice
- 2001 : Fly Fly (court-métrage de fiction)
- 2004 : Trois petits coups (court-métrage de fiction)
- 2008 : Les Pieds dans le vide (long-métrage de fiction)
- 2012-2013 : 30 vies (série télévisée) (saison 4 et 5)
- 2016 : Ruptures (série télévisée)
- 2018 : Hubert et Fanny (série télévisée)
- 2019 : Jouliks (long-métrage de fiction)
- 2020 : Mon fils (série télévisée)
- 2021 : Le Grand Move (docu-réalité)
- 2022 : Arlette (long-métrage de fiction)
- 2023 : Cœur de slush[8]

## Distinctions

### Prix
- 2005 : Prix MetroStar : Artiste d'émission jeunesse pour Ramdam
- 2007 : Prix Artis : Artiste d'émission jeunesse lkjijnnuni
- 2007 : Prix KARV : Personnalité québécoise la plus cool
- 2007 : Prix Gémeaux : Meilleure interprétation premier rôle jeunesse pour Ramdam
- 2008 : Prix Artis : Artiste d'émission jeunesse[9]
- 2008 : Prix KARV : Personnalité québécoise la plus cool
- 2008 : Prix KARV : Meilleure mère
- 2009 : Prix KARV : Le look capillaire le plus original
- 2009 : Prix KARV : Je supprimerais la moitié de mes amis sur Facebook pour avoir cette vedette québécoise dans mes contacts
- 2009 : Prix KARV : Je l’inviterais à mon bal de finissants le ou la plus « hot » du Québec

### Nominations
- 2004 : Nomination Prix MetroStar : Artiste émission jeunesse pour Ramdam
- 2004 : Nomination Prix Gémeaux : Meilleure interprétation premier rôle jeunesse pour Ramdam
- 2006 : Nomination Prix Artis : Artiste d'émission jeunesse pour Ramdam
- 2010 : Nomination Prix Gémeaux : Meilleur premier rôle féminin (dramatique) pour Musée Éden
- 2016 : Nomination Prix Gémeaux : Meilleure réalisation (série dramatique saisonnière) pour Ruptures
- 2017 : Nomination Prix Gémeaux : Meilleure émission ou série originale produite pour les médias numériques (variétés) pour P.S. Merci pour tout
- 2020 : Nomination Prix Gémeaux : Meilleure réalisation (série dramatique) pour Mon fils (épisode 4)
- 2021 : Nomination Prix Gémeaux : Meilleure réalisation documentaire (société, histoire et politique) pour Le grand move